# Łusecznica wspaniała
Łusecznica wspaniała (Algyroides nigropunctatus) – gatunek gada z rodziny jaszczurkowatych (Lacertidae).

## Wygląd
Smukła jaszczurka o wysoko wysklepionej głowie, grzbiet pokryty dużymi kilowatymi łuskami, długi ogon. Grzbiet w kolorze cynamonowobrązowym lub ciemnobrunatnym z czarnymi punktami ułożonymi w podłużne rzędy. U samców szyja oraz podgardle są ciemnoniebieskie, brzuch pomarańczowoczerwony. Samice mają brzuch żółtozielonkawy lub bladopomarańczowy. 
Długość całkowita od 18 do 21 cm, samice są mniejsze.

## Występowanie
Wschodnie wybrzeże Adriatyku od skrajnie północno-wschodnich Włoch do zachodniej Grecji, także na Wyspach Jońskich, dwie izolowane populacje w Macedonii Północnej.